# Гуава
Гуава са растения, в които се включват около 100 вида тропически храсти и малки дървета. Височината на дърветата е от 3 – 4 метра до 10 метра.
Родината им е Мексико, Централна Америка и северната част на Южна Америка, но в XX и XXI век те се отглеждат и в Африка, Югоизточна Азия, субтропичните райони на Северна Америка, както и в Австралия.
Най-често срещаният вид е ябълковата гуава (Psidium guajava). Съществуват и крушова, ягодова и други видове. Плодът на гуавата е от 4 до 12 см, като цветът варира в зависимост от вида. Употребява се предимно за направата на сокове и нектари, а понякога и на алкохолни напитки.